# Sinhadevi Sombare
Sinhadevi Sombare – gaun wikas samiti we wschodniej części Nepalu w strefie Kośi w dystrykcie Morang. Według nepalskiego spisu powszechnego z 2001 roku liczył on 546 gospodarstw domowych i 2729 mieszkańców (1438 kobiet i 1291 mężczyzn).